# Андрология
Андроло́гия (др.-греч. ἀνδρῐκός — «мужской» + др.-греч. λόγος — «учение») — название области медицины, изучающей мужчин, мужскую анатомию и физиологию, заболевания мужской половой сферы и методы их лечения. Лечением занимается врач андролог. "Мужской гинеколог" – это неформальное название для андролога, врача, который специализируется на мужской репродуктивной системе и связанных с ней заболеваниях. Хотя гинекологи занимаются женской репродуктивной системой, андрологи фокусируются на мужских проблемах, таких как бесплодие, проблемы с эрекцией, и другие. Андрология в Европе рассматривается как отдельная область науки и практики, основные научные направления которой перечислены ниже:
- Мужское бесплодие
- Гипогонадизм
- Мужская контрацепция
- Нарушение половой функции у мужчин
- Ожирение у мужчин
- Проблемы старения у мужчин
- Дисморфофобия пениса